# Quận 10
Quận 10 là một quận nội thành cũ thuộc Thành phố Hồ Chí Minh, Việt Nam.
Quận được chính thức thành lập vào ngày 1 tháng 7 năm 1969 với nhiều địa chỉ nổi tiếng như Trại giam Chí Hòa, Sân vận động Thống Nhất, Nhà hát Hòa Bình, Việt Nam Quốc Tự, Chợ Nhật Tảo, Vạn Hạnh Mall,...

## Địa lý

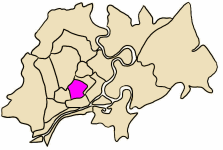
Vị trí Q10 trong nội thành
TP.Hồ Chí Minh

Quận 10 thuộc nội thành của Thành phố Hồ Chí Minh, có vị trí địa lý:
- Phía đông giáp Quận 3 với ranh giới là các tuyến đường Cách Mạng Tháng Tám, Điện Biên Phủ và Lý Thái Tổ
- Phía tây giáp Quận 11 với ranh giới là đường Lý Thường Kiệt
- Phía nam giáp Quận 5 với ranh giới là các tuyến đường Hùng Vương và Nguyễn Chí Thanh
- Phía bắc giáp quận Tân Bình với ranh giới là đường Bắc Hải.

Quận có diện tích 5,72 km², dân số năm 2019 là 234.819 người, mật độ dân số đạt 36.690 người/km².
Quận 10 có địa hình tương đối bằng phẳng, cao trên 2 mét so với mực nước biển. Được thành lập năm 1969, đây là quận có nhiều địa điểm tham quan, di tích lịch sử, văn hoá, tôn giáo,... nổi tiếng.

## Lịch sử
Quận 10 trước đây là khu vực trống, hoang vu nằm giữa vùng Sài Gòn và Chợ Lớn. Về sau, do vị trí thuận lợi, nên dân cư đến tập trung sinh sống. Vào đời vua Minh Mạng, Lê Văn Khôi con nuôi của Lê Văn Duyệt, từng lãnh đạo nhân dân vùng này nổi dậy chống lại triều đình. Vua Minh Mạng đã cho đàn áp, số người tử trận được chôn trong các nấm mồ tập thể rải rác khắp khu vực từ bệnh viện Bình Dân kéo dài đến Việt Nam Quốc Tự. Vì thế, người ta gọi vùng này là Mả Ngụy.
Tên gọi Mả Ngụy có lẽ do đầu buổi đầu dân còn sợ vua Minh Mạng. Về sau, người ta gọi là Đồng Mả Lạng, theo nghĩa mất dấu vết vì thời gian. Người Pháp gọi "cánh đồng mồ mả" vì có quá nhiều mồ mả (Plaise Des Tombean). Ban đầu, người Pháp sử dụng những đồng cỏ này để nuôi ngựa, nhưng đất đai khô cằn, cỏ khó mọc. Đến những năm 1945, dân Lục Tỉnh, dân miền Trung dồn dập tản cư vào, khu vực này trở nên đông đúc hơn.
Năm 1899, vùng đất quận 10 thuộc tỉnh Chợ Lớn.

### Thời Việt Nam Cộng hòa
Ngày 1 tháng 7 năm 1969, quận 10 (quận Mười) của Đô thành Sài Gòn được thành lập trên cơ sở tách đất quận 3 và quận 5 trước đó. Ban đầu quận gồm 04 phường: Minh Mạng, Nguyễn Tri Phương, Phan Thanh Giản, Chí Hòa.
Năm 1972, lập thêm phường Nhật Tảo tại quận Mười (quận này có 05 phường). Cho đến ngày 29 tháng 4 năm 1975, quận 10 (quận Mười) gồm 05 phường: Minh Mạng, Nguyễn Tri Phương, Phan Thanh Giản, Chí Hòa, Nhật Tảo.

### Từ năm 1975 đến nay

Logo trước đây của Quận 10.

Sau khi Chính phủ Cách mạng lâm thời Cộng hòa Miền Nam Việt Nam tiếp quản Đô thành Sài Gòn và các vùng lân cận vào ngày 30 tháng 4 năm 1975, ngày 3 tháng 5 năm 1975 thành phố Sài Gòn - Gia Định được thành lập. Lúc này, quận 10 (quận Mười) thuộc thành phố Sài Gòn - Gia Định cho đến tháng 7 năm 1976.
Ngày 20 tháng 5 năm 1976, tổ chức hành chánh thành phố Sài Gòn - Gia Định được sắp xếp lần hai (theo quyết định số 301/UB ngày 20 tháng 5 năm 1976 của Ủy ban Nhân dân Cách mạng thành phố Sài Gòn - Gia Định). Theo đó, vẫn giữ nguyên quận 10 cũ có từ trước đó. Lúc này, các phường cũ đều giải thể, lập các phường mới có diện tích, dân số nhỏ hơn và mang tên số. Quận 10 có 25 phường và đánh số từ 1 đến 25.
Ngày 2 tháng 7 năm 1976, Quốc hội nước Cộng hòa Xã hội chủ nghĩa Việt Nam khoá VI, kỳ họp thứ 1 chính thức đổi tên thành phố Sài Gòn - Gia Định thành Thành phố Hồ Chí Minh. Quận 10 trở thành quận trực thuộc Thành phố Hồ Chí Minh.
Ngày 17 tháng 2 năm 1979, theo Quyết định số 52-CP của Hội đồng Chính phủ về việc giải thể 3 phường: 10, 13 và 18, địa bàn ba phường giải thể nhập vào các phường kế cận với số lượng phường trực thuộc quận còn 22:
- Giải thể Phường 13 để sáp nhập đất và dân cư của phường này vào 2 phường: 12 và 14
- Giải thể Phường 10 để sáp nhập đất và dân cư của phường này vào 2 phường: 9 và 15
- Giải thể Phường 18 để sáp nhập đất và dân cư của phường này vào 2 phường: 16 và 19

Ngày 12 tháng 9 năm 1981, giải thể 3 phường: 4, 17 và 22, địa bàn các phường giải thể nhập vào các phường kế cận với số phường trực thuộc còn 19.
Ngày 14 tháng 2 năm 1987, theo Quyết định số 33-HĐBT của Hội đồng bộ trưởng về việc:
- Đổi tên Phường 5 cũ thành Phường 1
- Sáp nhập Phường 2 cũ với Phường 3 cũ thành phường 2
- Đổi tên Phường 1 cũ thành Phường 3
- Sáp nhập một phần Phường 8 cũ với Phường 9 cũ thành phường 4
- Sáp nhập phần còn lại của Phường 8 cũ với Phường 7 cũ thành phường 9
- Đổi tên Phường 15 cũ thành Phường 5
- Đổi tên Phường 16 cũ thành Phường 6
- Đổi tên Phường 19 cũ thành Phường 7
- Đổi tên Phường 11 cũ thành Phường 8
- Đổi tên Phường 12 cũ thành Phường 10
- Đổi tên Phường 14 cũ thành Phường 11
- Đổi tên Phường 21 cũ thành Phường 12
- Sáp nhập một phần Phường 24 cũ với Phường 23 cũ thành phường 13
- Sáp nhập phần còn lại của Phường 24 cũ với Phường 25 cũ thành phường 15
- Đổi tên Phường 20 thành Phường 14.

Ngày 9 tháng 12 năm 2020, Ủy ban thường vụ Quốc hội ban hành Nghị quyết 1111/NQ-UBTVQH14 (nghị quyết có hiệu lực từ ngày 1 tháng 1 năm 2021). Theo đó, sáp nhập Phường 3 vào Phường 2.
Ngày 14 tháng 11 năm 2024, Ủy ban Thường vụ Quốc hội ban hành Nghị quyết số 1278/NQ-UBTVQH15 (nghị quyết có hiệu lực từ ngày 1 tháng 1 năm 2025). Theo đó:
- Sáp nhập Phường 7 vào Phường 6.
- Sáp nhập Phường 5 vào Phường 8.
- Sáp nhập Phường 11 vào Phường 10.

### Thông tin thêm về các phường
Ngày 16 tháng 6 năm 2025, Ủy ban Thường vụ Quốc hội đã thông qua Nghị quyết 1685/NQ-UBTVQH15 sắp xếp các đơn vị hành chính cấp xã của TPHCM năm 2025. Cụ thể như sau:
- Phường Vườn Lài: Gồm các phường 1, 2, 4, 9 và 10.
- Phường Diên Hồng: Gồm các phường 6, 8 và một phần của phường 14.
- Phường Hòa Hưng: Gồm các phường 12, 13, 15 và phần còn lại của phường 14.

## Hành chính
Quận 10 có 11 phường, bao gồm: 1, 2, 4, 6, 8, 9, 10, 12, 13, 14, 15.

## Đường phố
Gồm các đường đặt tên số, và các tên chữ dưới đây:
| 3 Tháng 2 Ba Vì Bà Hạt Bạch Mã Bắc Hải Bình Thới Bửu Long Cao Thắng Cách Mạng Tháng Tám Châu Thới Cư Xá Đồng Tiến Cư Xá Nguyễn Trung Trực Cư Xá Triệu Đà Cửu Long Dương Quang Trung | Đào Duy Từ Đất Thánh Điện Biên Phủ Đồng Nai Đồng Tiến Hòa Hảo Hòa Hưng Hoàng Dư Khương Hồ Bá Kiện Hồ Thị Kỷ Hồng Lĩnh Hùng Vương Hương Giang Hưng Long Lạc Long Quân | Lê Hồng Phong Lý Thái Tổ Lý Thường Kiệt Ngô Gia Tự Ngô Quyền Nguyễn Chí Thanh Nguyễn Duy Dương Nguyễn Giản Thanh Nguyễn Kim Nguyễn Lâm Nguyễn Ngọc Lộc Nguyễn Thượng Hiền Nguyễn Tiểu La Nguyễn Tri Phương | Nhật Tảo Sư Vạn Hạnh Tam Đảo Tạ Quang Bửu Tân Phước Thành Thái Thất Sơn Tô Hiến Thành Trần Bình Trọng Trần Minh Quyền Trần Nhân Tôn Trần Thiện Chánh Trường Sơn Vĩnh Viễn |

### Tên đường phố quận 10 trước năm 1975
- Đại lộ Trần Hoàng Quân nay là đường Nguyễn Chí Thanh
- Đại lộ Minh Mạng nay là đường Ngô Gia Tự
- Đường Phan Thanh Giản nay là đường Điện Biên Phủ
- Đại lộ Pétrus Ký nay là đường Lê Hồng Phong
- Đại lộ Trần Quốc Toản nay là đường 3 tháng 2
- Đường Lê Văn Duyệt nay là đường Cách Mạng Tháng Tám
- Đại lộ Nguyễn Văn Thoại nay là đường Lý Thường Kiệt
- Đường Triệu Đà nay là đường Ngô Quyền

### Hệ thống đường sắt đô thị
■ Tuyến số 2 (Đang xây dựng): (Quận 1) ← Ga Dân Chủ - Ga Hòa Hưng - Ga Lê Thị Riêng → (Quận Tân Bình)

## Kinh tế
Quận 10 là một trong những quận trung tâm của Thành phố Hồ Chí Minh và là một trọng điểm giao dịch thương mại của thành phố. Ngành thương mại – dịch vụ có tốc độ phát triển nhanh, với nhiều loại hình thương mại – dịch vụ cao cấp và đa dạng tạo được sự thu hút đầu tư của các doanh nghiệp tham gia đầu tư phát triển.
Tổng số vốn đầu tư của các công ty, doanh nghiệp tư nhân và các cơ sở cá thể đạt gần 700 tỷ đồng; giá trị thương mại chiếm tỷ lệ khá cao, sản lượng kinh tế thương mại quốc doanh chiếm từ 60 – 80%.
Tốc độ tăng trưởng trên lĩnh vực công nghiệp và tiểu thủ công nghiệp bình quân hằng năm luôn vượt chỉ tiêu kế hoạch 14,58%, trong đó khu vực kinh tế quốc doanh tăng bình quân 16,94%, khu vực ngoài quốc doanh tăng bình quân 13,67%.
Tốc độ tăng trưởng thương mại – dịch vụ hàng năm tăng bình quân 16,98% - trong đó, các công ty trách nhiệm hữu hạn, doanh nghiệp tư nhân và thương nghiệp – dịch vụ tư nhân, cá thể có tỷ lệ tăng khá cao, chiếm tỷ trọng lớn trên tổng doanh thu hằng năm.
Xuất khẩu chủ yếu là các mặt hàng điện tử, hoá mỹ phẩm, may mặc, nông hải sản, chế biến cao su. Nhập khẩu chủ yếu là các ngành hàng nguyên liệu phục vụ sản xuất tuy vậy hạn chế nhập khẩu hàng tiêu dùng.

## Văn hóa

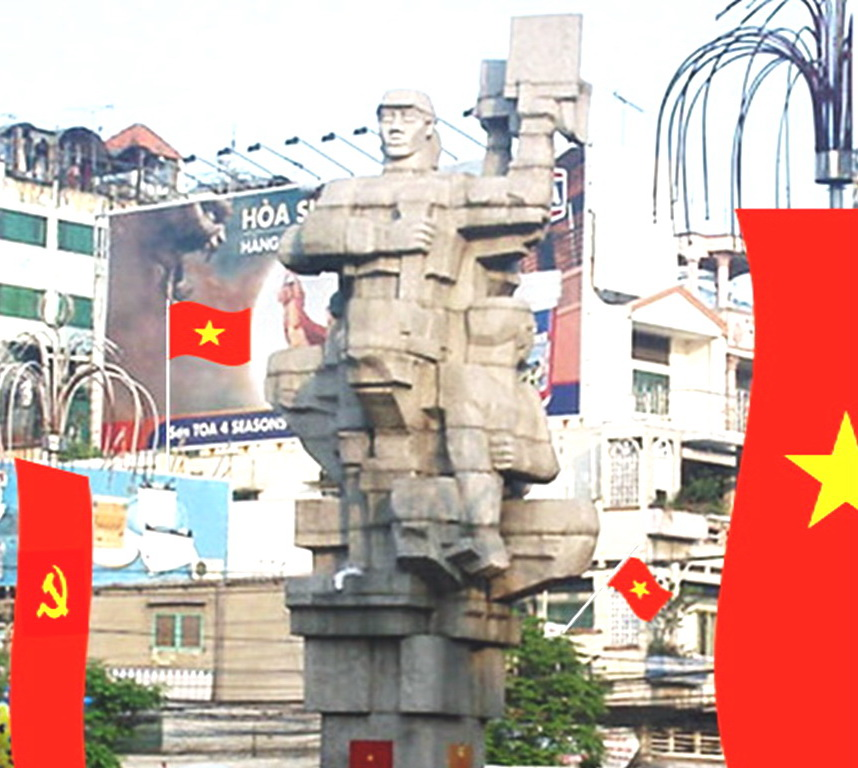
Tượng đài Công Nhân VN

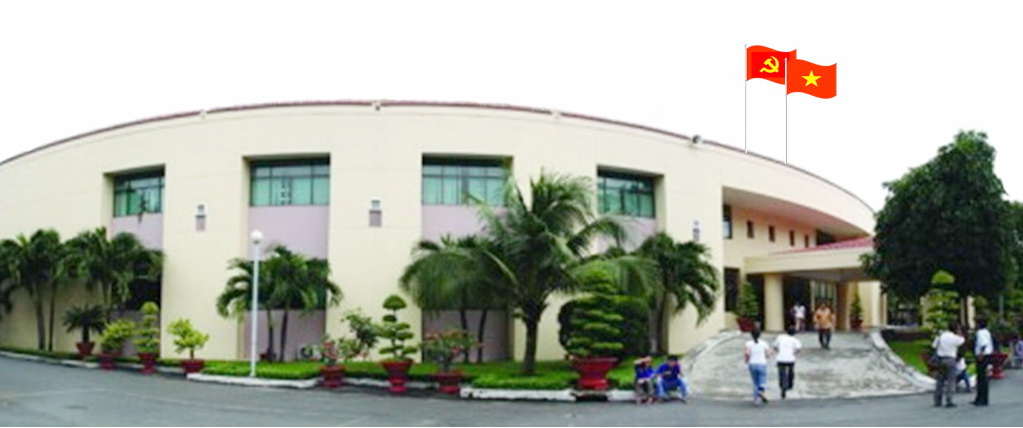
Trụ sở UBND quận

Phong trào xây dựng Nếp sống văn minh - Gia đình văn hoá, "Người tốt việc tốt", "Người con hiếu thảo", phong trào "Toàn dân đoàn kết xây dựng đời sống văn hoá" ở khu dân cư, xây dựng Công sở văn minh - sạch đẹp - an toàn,...
Năm 1995, Quận 10 chỉ có 5/71 khu dân cư đạt danh hiệu xuất sắc, 42 khu dân cư tiên tiến, 42 tổ dân phố tự quản, 1.339 gương người tốt việc tốt thì đến năm 2004 đã có 29/75 khu phố đạt danh hiệu khu phố văn hoá, 51 khu dân cư xuất sắc, 5 khu dân cư tiên tiến, 991 tổ tự quản, 41.656 hộ đạt chuẩn gia đình văn hoá, 2.170 gương người tốt việc tốt biểu dương các cấp. Ngoài ra đã có 4 phường (3, 4, 5, 8) đăng ký xây dựng phường đạt chuẩn Phường văn hoá, 36 đơn vị (chợ, bệnh viện, trường học) đăng ký xây dựng đơn vị văn hoá theo tiêu chí của Thành phố.

## Y tế
Nơi đây tập trung nhiều bệnh viện như sau:
| Tên bệnh viện              | Địa chỉ                                       |
| -------------------------- | --------------------------------------------- |
| Bệnh viện Đa Khoa Bưu điện | Lô B9, Đ.Thành Thái, Phường 15                |
| Bệnh viện Mắt Việt Hàn     | 355–356 Ngô Gia Tự, Phường 3                  |
| Bệnh viện Nhân dân 115     | 527 Sư Vạn Hạnh, Phường 12                    |
| Bệnh viện Nhi đồng 1       | 341 Sư Vạn Hạnh, Phường 10                    |
| Bệnh viện Quận 10          | 571 Sư Vạn Hạnh, Phường 12                    |
| Bệnh viện STO Phương Đông  | 79 Thành Thái, Phường 14                      |
| Bệnh viện Trưng Vương      | 266 Lý Thường Kiệt, Phường 14                 |
| Bệnh viện Vạn Hạnh         | 781/B1-B3-B5 Lê Hồng Phong nối dài, Phường 12 |
| Bệnh viện Vạn Hạnh         | 72–74 Sư Vạn Hạnh, Phường 12                  |

## Giáo dục

### Cơ sở giáo dục đại học
| Tên trường                                                 | Địa chỉ                         | Website | Ghi chú      |
| ---------------------------------------------------------- | ------------------------------- | ------- | ------------ |
| Đại học Kinh tế Thành phố Hồ Chí Minh                      | 279 Nguyễn Tri Phương, Phường 8 |         | Cơ sở B      |
| Đại học Kinh tế Thành phố Hồ Chí Minh                      | 91 Ba Tháng Hai, Phường 10      | Cơ sở C |              |
| Phân hiệu phía Nam Học viện Quân y                         | 84 Thành Thái, Phường 12        |         |              |
| Phân hiệu Học viện Hành chính Quốc gia tại TP. Hồ Chí Minh | 10 Ba Tháng Hai, Phường 12      |         |              |
| Trường Đại học Bách khoa (ĐHQG TPHCM)                      | 268 Lý Thường Kiệt, Phường 14   |         |              |
| Trường Đại học Ngoại ngữ – Tin học Thành phố Hồ Chí Minh   | 828 Sư Vạn Hạnh, Phường 13      |         | Trụ sở chính |
| Trường Đại học Ngoại ngữ – Tin học Thành phố Hồ Chí Minh   | M4–M7–M9 Thất Sơn, Phường 15    |         |              |
| Trường Đại học Ngoại ngữ – Tin học Thành phố Hồ Chí Minh   | 298–304 Cao Thắng, Phường 12    |         |              |
| Trường Đại học Y khoa Phạm Ngọc Thạch                      | 2 Dương Quang Trung, Phường 12  |         |              |

### Trường cao đẳng
| Tên trường                                    | Địa chỉ                | Website |
| --------------------------------------------- | ---------------------- | ------- |
| Trường Cao đẳng Kinh tế Thành phố Hồ Chí Minh | 33 Vĩnh Viễn, Phường 2 |         |

### Trường Trung học phổ thông (THPT), trường liên cấp có bậc THPT
| Tên trường                             | Địa chỉ                                 | Website                                             | Ghi chú         |
| -------------------------------------- | --------------------------------------- | --------------------------------------------------- | --------------- |
| Trường THCS và THPT Diên Hồng          | 11 Thành Thái, Phường 14                |                                                     | Trường công lập |
| Trường THCS và THPT Sương Nguyệt Anh   | 249 Hòa Hảo, Phường 3                   |                                                     | Trường công lập |
| Trường THPT Nguyễn An Ninh             | 93 Trần Nhân Tôn, Phường 2              | [ liên kết hỏng ]                                   | Trường công lập |
| Trường THPT Nguyễn Du                  | XX1 Đồng Nai, Cư xá Bắc Hải, Phường 15  |                                                     | Trường công lập |
| Trường THPT Nguyễn Khuyến              | 50 Thành Thái, Phường 12                |                                                     | Trường công lập |
| Trường THCS và THPT Duy Tân            | 106 Nguyễn Giản Thanh, Phường 15        |                                                     | Trường tư thục  |
| Trường Tiểu học - THCS - THPT Vạn Hạnh | 781E Lê Hồng Phong (nối dài), Phường 12 | Lưu trữ ngày 4 tháng 5 năm 2024 tại Wayback Machine | Trường tư thục  |

### Trường Trung học cơ sở (THCS)
Dưới đây là danh sách các trường THCS tại Quận 10. Danh sách này không bao gồm các trường nhiều cấp học mà cấp cao nhất là THPT.
| Tên trường                      | Địa chỉ                                | Ghi chú |
| ------------------------------- | -------------------------------------- | ------- |
| Trường THCS Cách Mạng Tháng Tám | 289 Cách Mạng Tháng Tám, Phường 12     |         |
| Trường THCS Hòa Hưng            | 493/73A Cách Mạng Tháng Tám, Phường 13 |         |
| Trường THCS Hoàng Văn Thụ       | 322 Nguyễn Tri Phương, Phường 4        |         |
| Trường THCS Lạc Hồng            | 436/4 Ba Tháng Hai, Phường 12          |         |
| Trường THCS Lạc Hồng            | 436B/34 Ba Tháng Hai, Phường 12        | Cơ sở 2 |
| Trường THCS Nguyễn Tri Phương   | 26 Nguyễn Lâm, Phường 6                | Cổng A  |
| Trường THCS Nguyễn Tri Phương   | 42A Nguyễn Lâm, Phường 6               | Cổng B  |
| Trường THCS Nguyễn Văn Tố       | 140 Tam Đảo, Phường 14                 |         |
| Trường THCS Trần Phú            | 82 Cửu Long, Phường 15                 |         |

### Trường Tiểu học
| Tên trường                       | Địa chỉ                               |
| -------------------------------- | ------------------------------------- |
| Trường Tiểu học Bắc Hải          | 103–105 Bắc Hải, Phường 15            |
| Trường Tiểu học Dương Minh Châu  | 34 Nguyễn Lâm, Phường 6               |
| Trường Tiểu học Điện Biên        | 378/5 Điện Biên Phủ, Phường 11        |
| Trường Tiểu học Hoàng Diệu       | 283/44 Cách Mạng Tháng Tám, Phường 12 |
| Trường Tiểu học Hồ Thị Kỷ        | 105 Hồ Thị Kỷ, Phường 1               |
| Trường Tiểu học Lê Đình Chinh    | 7/4 Thành Thái, Phường 14             |
| Trường Tiểu học Lê Thị Riêng     | 493 Cách Mạng Tháng Tám, Phường 13    |
| Trường Tiểu học Nguyễn Chí Thanh | 302 Nguyễn Chí Thanh, Phường 8        |
| Trường Tiểu học Nhật Tảo         | 1 Nhật Tảo, Phường 9                  |
| Trường Tiểu học Thiên Hộ Dương   | 341 Tô Hiến Thành, Phường 12          |
| Trường Tiểu học Tô Hiến Thành    | 104 Tô Hiến Thành, Phường 15          |
| Trường Tiểu học Trần Nhân Tôn    | 247 Hòa Hảo, Phường 2                 |
| Trường Tiểu học Trần Quang Cơ    | 438 Ngô Gia Tự, Phường 4              |
| Trường Tiểu học Trần Văn Kiểu    | 479 Vĩnh Viễn, Phường 6               |
| Trường Tiểu học Triệu Thị Trinh  | 91/8D Hòa Hưng, Phường 12             |
| Trường Tiểu học Trương Định      | 382 Sư Vạn Hạnh, Phường 2             |
| Trường Tiểu học Võ Trường Toản   | 354/74 Lý Thường Kiệt, Phường 14      |

## Các công trình, địa điểm nổi tiếng
| Tên                                               | Địa chỉ                               | Ghi chú |
| ------------------------------------------------- | ------------------------------------- | ------- |
| Bảo tàng Y học cổ truyền Việt Nam                 | 41 Hoàng Dư Khương, Phường 12         |         |
| Chùa Ấn Quang (Tổ đình Ấn Quang)                  | 243 Sư Vạn Hạnh, Phường 9             | Chùa    |
| Chùa Bửu Đà                                       | 419/11 Cách Mạng Tháng Tám, Phường 13 | Chùa    |
| Chùa Hưng Long                                    | 298 Ngô Gia Tự, Phường 4              | Chùa    |
| Chùa Trấn Quốc                                    | 252 Ngô Gia Tự, Phường 4              | Chùa    |
| Chùa Từ Nghiêm                                    | 415–417 Bà Hạt, Phường 4              | Chùa    |
| Việt Nam Quốc Tự                                  | 244 Ba Tháng Hai, Phường 12           | Chùa    |
| Cơ sở in ấn của Hội ủng hộ Vệ quốc đoàn ("Hầm B") | 122/8 Ngô Gia Tự, Phường 9            |         |
| Công viên Lê Thị Riêng (Công viên Thỏ Trắng)      | 875 Cách Mạng Tháng Tám, Phường 15    |         |
| Hầm bí mật chứa vũ khí trong thời kỳ chống Mỹ     | 183/4 Ba Tháng Hai, Phường 10         |         |
| Nhà hát Hòa Bình                                  | 240 Ba Tháng Hai, Phường 12           |         |
| Sân vận động Thống Nhất                           | 138 Đào Duy Từ, Phường 6              |         |
| Sân vận động Thống Nhất                           | 30 Nguyễn Kim, Phường 6               | Cổng A  |